# Jane Luu
Jane Luu (vietnamita: Lưu Lệ Hằng)  (Vietnam del Sud, 1963) és una astrònoma vietnamita-estatunidenca i enginyera de sistemes de defensa.
Va ser guardonada amb el Premi Kavli (compartit amb David C. Jewitt i Michael Brown) l'any 2012 «per descobrir i caracteritzar el cinturó de Kuiper i els seus membres més grans, treball que va suposar un gran avenç en la comprensió de la història del nostre sistema planetari».

## Infància i educació
Luu va emigrar als Estats Units d'Amèrica com a refugiada el 1975, quan va caure el govern de Vietnam del Sud. Ella i la seva família vivien en camps de refugiats i motels abans que s'instal·lessin a Kentucky, on tenia familiars. Es va graduar a l'escola secundària com a finalista i després va guanyar una beca a la Universitat Stanford, rebent la seva llicenciatura en física el 1984. Treballar al Jet Propulsion Laboratory (JPL) de la NASA després de la universitat la va inspirar a estudiar astronomia.

## Treball com a estudiant graduada i codescobridora del cinturó de Kuiper
Com a estudiant de postgrau a la Universitat de Califòrnia a Berkeley i al Massachusetts Institute of Technology (MIT), va estudiar les relacions entre asteroides i cometes per al seu projecte de doctorat principal. També va treballar amb David C. Jewittper descobrir el cinturó de Kuiper, una zona que abans es creia que no contenia objectes. El 1992, després de cinc anys d'observació, van trobar el primer objecte conegut del cinturó de Kuiper que no sigui Plutó i la seva lluna més gran Caront, utilitzant el telescopi de 2,2 metres de la Universitat de Hawaii a Mauna Kea. Aquest objecte és (15760) 1992 QB1, que ella i Jewitt van anomenar «Smiley». L'American Astronomical Society va atorgar a Luu el premi Annie J. Cannon d'astronomia el 1991. El 1992, Luu va rebre una beca Hubble de l'Institut de Ciència del Telescopi Espacial i va escollir la Universitat de Califòrnia, Berkeley com a institució d'acollida.
L'asteroide 5430 Luu del grup de Focea del cinturó principal rep el seu nom en el seu honor. Es va doctorar el 1992 al MIT.

## Carrera professional
Després de rebre el seu doctorat, Luu va treballar com a professora ajudant a la Universitat Harvard, des de 1994. Luu també va exercir com a professora a la Universitat de Leiden, als Països Baixos. Després de la seva estada a Europa, Luu va tornar als Estats Units d'Amèrica i va treballar en instrumentació com a científica sènior al Lincoln Laboratory del MIT, centrant-se en projectes de la indústria de defensa, concretament en sistemes LIDAR.
El desembre de 2004, Luu i Jewitt van informar del descobriment de gel d'aigua cristal·lina a Quaoar, que era en aquell moment l'objecte més gran conegut del cinturó de Kuiper. També van trobar indicis d'hidrat d'amoníac. El seu informe va teoritzar que el gel probablement es va formar sota terra, quedant exposat després d'una col·lisió amb un altre objecte del cinturó de Kuiper en algun moment dels darrers milions d'anys.
El 2012, va guanyar (juntament amb David C. Jewitt de la Universitat de Califòrnia a Los Angeles) el premi Shaw «pel seu descobriment i caracterització dels cossos transneptunians, un tresor arqueològic que es remunta a la formació del Sistema solar i la font llargament buscada de cometes de curt període» i el Premi Kavli (compartit amb Jewitt i Michael E. Brown) «per descobrir i caracteritzar el cinturó de Kuiper i els seus membres més grans, treball que va suposar un gran avenç en la comprensió de la història de el nostre sistema planetari».

## Vida personal
A la Luu li agrada viatjar i ha treballat per a Save the Children al Nepal. Li agrada diverses activitats a l'aire lliure i toca el violoncel. Va conèixer el seu marit, Ronnie Hoogerwerf, que també és astrònom, mentre treballava als Països Baixos en una posició permanent a la Universitat de Leiden. Tenen un fill junts.

## Premis, honors i reconeixements
- 1991 - Premi Annie J. Cannon en Astronomia.
- 2012 - Premi Shaw en Astronomia.[18]
- 2012 - Premi Kavli en Astrofísica.[5][19]
- L'asteroide 5430 Luu[20] va ser anomenat així en honor seu el 1r de juliol de 1996. (M.P.C. 27459)[12][21]
- Ella és fellow de l'Acadèmia Noruega de Ciències i Lletres.[22]

## Selecció de publicacions
- Luu, Jane «CCD Photometry and Spectroscopy of Outer Jovian Satellites» (en anglès). Astronomical Journal, 102, 1991, pàg. 1213-1225. Bibcode: 1991AJ....102.1213L. DOI: 10.1086/115949.
- Luu, Jane; Jewitt, David C. «High Resolution Surface Brightness Profiles of Near-Earth Asteroids» (en anglès). Icarus, 97(2), 1992, pàg. 276-287. Bibcode: 1992Icar...97..276L. DOI: 10.1016/0019-1035(92)90134-S.
- Luu, Jane; Jewitt, David C. «Color Diversity among the Centaurs and Kuiper Belt Objects» (en anglès). Astronomical Journal, 112, 1996, pàg. 2310-2318. Bibcode: 1996AJ....112.2310L. DOI: 10.1086/118184.
- Luu, Jane; Marsden, B.; Jewitt, D. C.; Trujillo, C.; Hegenrother, C. «A New Dynamical Class of Object in the Outer Solar System» (en anglès). Nature, 387(6633), 1997, pàg. 573. Bibcode: 1997Natur.387..573L. DOI: 10.1038/42413.
- Luu, Jane; Kenyon, Scott J. «Accretion in the Early Kuiper Belt I. Coagulation and Velocity Evolution» ( PDF) (en anglès). Astronomical Journal, maig 1998. Arxivat de l'original el 2007-04-02 [Consulta: 22 juliol 2023].
- Luu, Jane; Jewitt, David C. «Deep Imaging of the Kuiper Belt with the Keck 10-Meter Telescope» (en anglès). Astrophysical Journal, 502(1), 1998, pàg. L91-L94. Bibcode: 1998ApJ...502L..91L. DOI: 10.1086/311490.
- Luu, Jane; Jewitt, D. C. «Optical and Infrared Reflectance Spectrum of Kuiper Belt Object 1996 TL66» (en anglès), gener 1998.
- Luu, Jane; Jewitt, David C.; Trujillo, C. «Water ice in 2060 Chiron and its implications for Centaurs and Kuiper Belt objects» (en anglès). Astrophysical Journal, 531(2), 2000, pàg. L151-L154. arXiv: astro-ph/0002094. Bibcode: 2000ApJ...531L.151L. DOI: 10.1086/312536. PMID: 10688775.
- Luu, Jane. «Comet Impact on McMaster» (en anglès), novembre 2001. Arxivat de l'original el 2005-01-11. [Consulta: 22 juliol 2023].
- Luu, Jane; Lacerda, Pedro. «The Shape Distribution of Kuiper Belt Objects» ( PDF) (en anglès), juny 2003.
- Luu, Jane; Jewitt, David C. «Crystalline Ice on Kuiper Belt Object (50000) Quaoar» (en anglès). Nature, desembre 2004.

## Llista de planetes menors descoberts
| 10370 Hylonome      | 27 de febrer de 1995  | MPC [A]       |
| 15760 Albion        | 20 d'agost de 1992    | MPC [A]       |
| (15809) 1994 JS     | 11 de maig de 1994    | MPC [A]       |
| (15836) 1995 DA2    | 24 de febrer de 1995  | MPC [A]       |
| (15874) 1996 TL66   | 9 d'octubre de 1996   | MPC [A][B][C] |
| (15875) 1996 TL66   | 11 d'octubre de 1996  | MPC [A][C]    |
| (19308) 1996 TO66   | 12 d'octubre de 1996  | MPC [A][C]    |
| (20161) 1996 TR66   | 8 d'octubre de 1996   | MPC [A][B][C] |
| (24952) 1997 QJ4    | 28 d'agost de 1997    | MPC [A][C][D] |
| (24978) 1998 HJ151  | 28 d'abril de 1998    | MPC [A][C][E] |
| (26375) 1999 DE9    | 20 de febrer de 1999  | MPC [C]       |
| (33001) 1997 CU29   | 6 de febrer de 1997   | MPC [A][B][C] |
| (59358) 1999 CL158  | 6 de febrer de 1997   | MPC [A][C]    |
| (60608) 2000 EE173  | 3 de març de 2000     | MPC [C][F]    |
| 66652 Borasisi      | 8 de setembre de 1999 | MPC [A][C]    |
| 79360 Sila–Nunam    | 3 de febrer de 1997   | MPC [A][B][C] |
| (79969) 1999 CP133  | 11 de febrer de 1999  | MPC [A][C]    |
| (79978) 1999 CC158  | 15 de febrer de 1999  | MPC [A][C][G] |
| (79983) 1999 DF9    | 20 de febrer de 1999  | MPC [A][C]    |
| (91554) 1999 RZ215  | 8 de setembre de 1999 | MPC [A][C]    |
| (118228) 1996 TQ66  | 8 d'octubre de 1999   | MPC [A][B][C] |
| (129746) 1999 CE119 | 10 de febrer de 1999  | MPC [A][C]    |
| (134568) 1999 RH215 | 7 de setembre de 1999 | MPC [A][C]    |
| (137294) 1999 RE215 | 7 de setembre de 1999 | MPC [A][C]    |
| (137295) 1999 RB216 | 8 de setembre de 1999 | MPC [A][C]    |

| (148112) 1999 RA216 | 8 de setembre de 1999  | MPC [A][C]    |
| (181708) 1993 FW | 28 de març de 1999     | MPC [A]       |
| (181867) 1999 CV118 | 10 de febrer de 1999   | MPC [A][C]    |
| (181868) 1999 CG119 | 11 de febrer de 1999   | MPC [A][C]    |
| (181871) 1999 CO153 | 12 de febrer de 1999   | MPC [A][C]    |
| (181902) 1999 RD215 | 6 de setembre de 1999  | MPC [A][C]    |
| (385185) 1993 RO | 14 de setembre de 1993 | MPC [A]       |
| (385201) 1999 RN215 | 7 de setembre de 1999  | MPC [A][C]    |
| (415720) 1999 RU215 | 7 de setembre de 1999  | MPC [A][C]    |
| (469306) 1999 CD158 | 10 de febrer de 1999   | MPC [A][C]    |
| (503858) 1998 HQ151 | 28 d'abril de 1999     | MPC [A][C][E] |
| (508770) 1995 WY2 | 18 de novembre de 1995 | MPC [A]       |
| - A David C. Jewitt - B Jun Chen - C Chadwick Trujillo - D K. Berney - E David J. Tholen - F N. Wyn Evans - G Scott S. Sheppard |                        |               |